# Escherichia coli
Escherichia coli (Ешерихия коли) е вид Грам-отрицателна бактерия, живееща в дебелото черво на топлокръвни животни. Присъствието на E. coli в подпочвени води е признак за фекално замърсяване. Бактерията е кръстена на нейния откривател, Теодор Ешерих.
Този вид бактерия живее и в други среди, например в крайбрежията на термални извори. E. Coli има стотици разновидности, повечето от които са безвредни. Безвредните щамове са част от нормалната микрофлора на червата на човека и животните. Там тя допринася полза на гостоприемника, като участва в синтезирането на витамин К, както и в предпазването от развитие на патогенни бактерии в дебелото черво. Щамът O157:H7, обаче, отделя силен токсин, който причинява заболявания при хората.

## Присъствие в нормалната микрофлора
Нормално E. coli се заселва в дебелото черво на новороденото дете в рамките на 40 часа след неговото раждане. Заселването става чрез храната или чрез лицата, контактуващи с него. E. coli остава през целия живот в човешкия организъм в количество 106—108 КОЕ/г. Според някои хипотези, възможно е заселването да става още в майчината утроба.
Непатогенният щам Escherichia coli Nissle 1917, известен като Mutaflor, се използва в медицината в качеството на пробиотик, основно за лечение на стомашно-чревни заболявания, в това число и у новородени.

## Патогенност
Непатогенните бактерии E. coli, които по правило населяват в големи количества дебелото черво, могат да предизвикат патогенни изменения при попадане в други органи или кухини на човешкото тяло. Ако бактерията попадне в коремната кухина, може да предизвика перитонит. Попадайки във влагалището на жената, може да предизвика или да усложни колпит. Попадането ѝ в простатата при мъжете може да предизвика остър или хроничен бактериален простатит. В тези случаи в лечението се включва приемът на антибиотици, провеждано по начин, който да не уврежда нормалната микрофлора на дебелото черво, тъй като това ще доведе до дисбактериоза.
E. coli е чувствителна към такива антибиотици като стрептомицин и гентамицин. Едновременно с това E. coli може бързо да развие лекарствена устойчивост.

## Други
През май 2011 г. в Германия възниква епидемия от Escherichia coli, произвеждащи веротоксин.